# Halmyrapseudes killaiyensis
Halmyrapseudes killaiyensis is een naaldkreeftjessoort uit de familie van de Parapseudidae. De wetenschappelijke naam van de soort is voor het eerst geldig gepubliceerd in 1962 door Balasubrahmanyan.